# Sordina

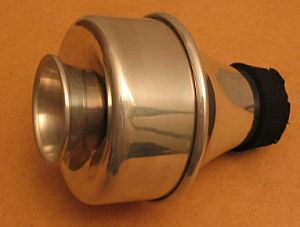
Sordina per tromba, del tipo detto wa-wa o Harmon

La sordina (o anche, raramente, sordino), in musica, è un dispositivo meccanico che, applicato ad uno strumento musicale, agisce da filtro modificando il timbro dello strumento, attutendolo e modificandolo. Ogni strumento viene sordinato in maniera e con dispositivi diversi; allo stesso modo la frequenza con cui le sordine vengono applicate è molto variabile a seconda del tipo di strumento: il procedimento è abbastanza frequente per gli ottoni mentre è più raro per altre famiglie e quasi inesistente per alcuni strumenti (chitarre, flauti).
Quanto si è detto riguarda le sordine che vengono usate per modificare il suono degli strumenti durante l'esecuzione (che nella musica classica sono spesso esplicitamente richieste dal compositore). Esistono poi in commercio diversi dispositivi talvolta chiamati sordine da studio, destinate a diminuire il volume sonoro durante gli esercizi sullo strumento, e il cui obiettivo esclusivo è quello di silenziare lo strumento senza modificare troppo né il suono, né l'esperienza fisica del musicista: queste sordine servono, evidentemente, a ridurre il disturbo arrecato ai vicini.

## Notazione musicale
Sugli spartiti, la sordina viene richiesta (o vietata) dalle indicazioni con sordina (o con sord.) e senza sordina (o senza sord.). Nel caso del pianoforte, alcuni spartiti specificano senza sord. per indicare l'uso del pedale (normalmente specificato con Ped.).

## Tipi di sordine

### Cordofoni

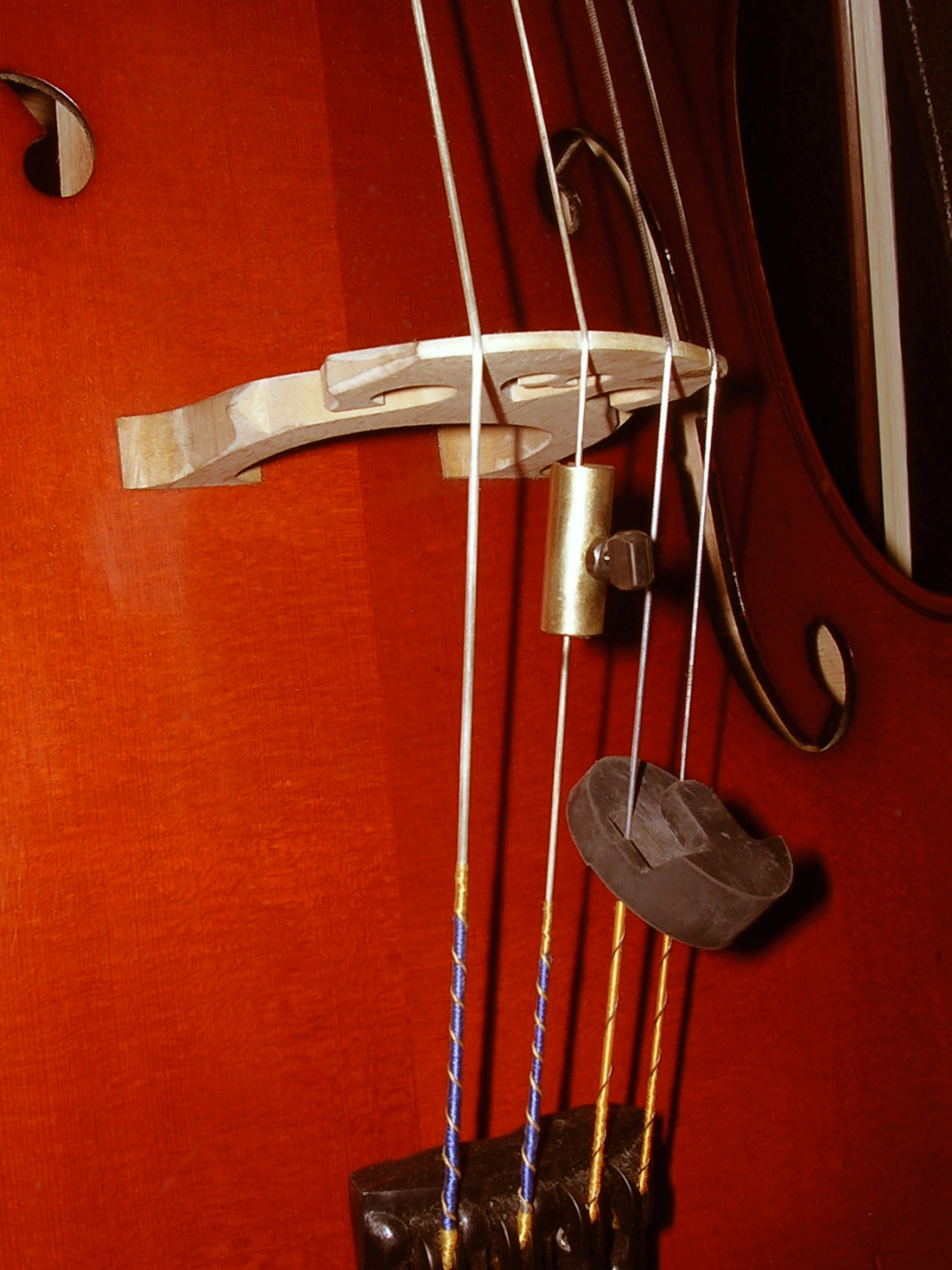
Sordina (a destra) e antidissonante (a sinistra), su un violoncello

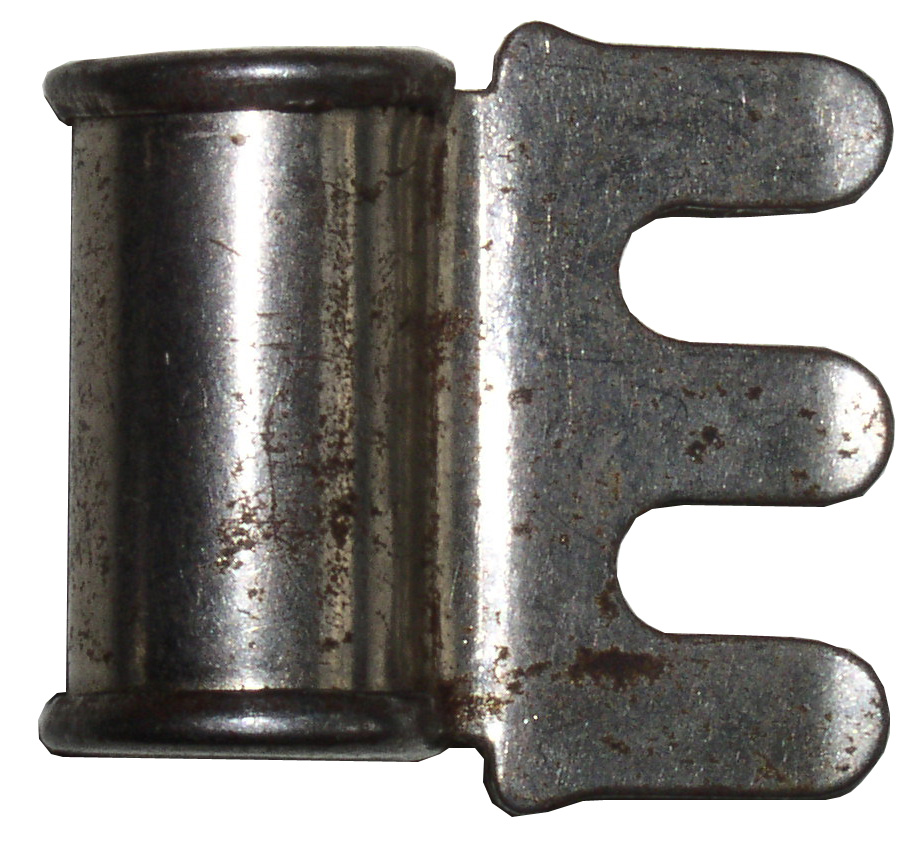
Sordina per violino

Negli strumenti ad arco, la sordina tradizionale prende la forma di un dispositivo con tre protrusioni, da applicare al ponticello. Ne esistono di molte differenti forme, di cui la più comune è rotonda, realizzata in gomma. Può anche essere sostituita da espedienti più artigianali, a volte persino da mollette da bucato. Esistono sordine di metallo e più moderne, che possono essere applicate tra il ponticello e la terminazione delle corde.
Un particolare tipo di sordina (in realtà non si tratta di una sordina, ma di un antidissonante o anti "lupo") serve a ridurre le risonanze che si possono verificare tra una delle corde e il corpo dello strumento (soprattutto nei violoncelli). Queste risonanze provocano un suono sgradevole e indesiderato, la dissonanza. Il dispositivo, mostrato in figura, ha la forma di un tubo di metallo applicato alla corda responsabile della risonanza.
Per lo studio sono disponibili sordine più pesanti, che attenuano considerevolmente l'intensità del suono dello strumento.
L'uso della sordina per archi nella musica classica, si trova per la prima volta nel secondo atto dell'opera Armida di Jean-Baptiste Lully. L'uso della sordina rimase tuttavia sporadico fino al XIX secolo, quando i compositori romantici l'adottarono nell'ambito della loro ricerca di nuovi timbri orchestrali, per divenire infine comune nel corso del XX secolo.
Nella chitarra e negli altri strumenti a plettro le sordine non sono usate: si possono ottenere effetti di smorzamento toccando in vario modo le corde con le mani.

### Ottoni

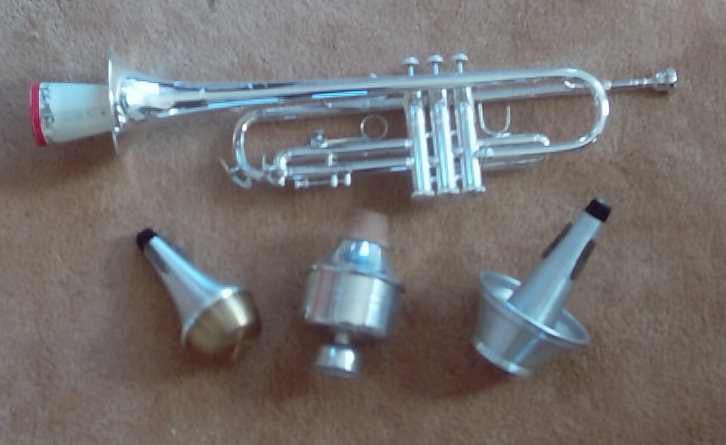
Sordine per tromba

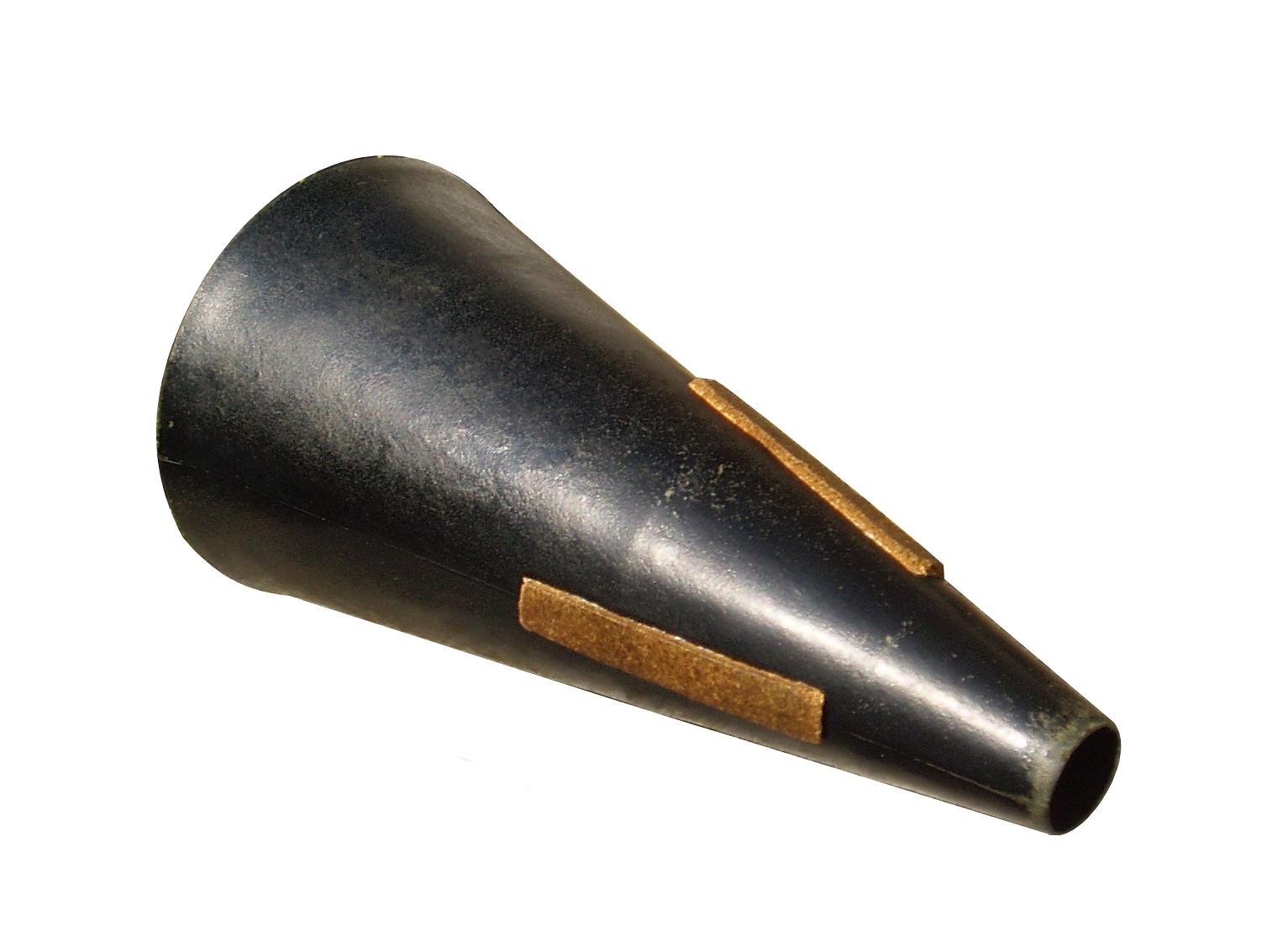
Una sordina per corno francese

Gli ottoni adoperano una grande varietà di sordine, spesso metalliche, ma anche di cartone, gomma o altri materiali, ciascuno dei quali conferisce al suono un timbro caratteristico.
La forma più comune, disponibile per tutti gli ottoni, è la sordina diritta (straight), che ha generalmente una forma conica o "a pera", trattenuta nella campana dello strumento da alcuni inserti di sughero. Questa sordina produce un tono nasale molto penetrante ai volumi alti.
In ordine di frequenza d'utilizzo, segue la sordina a tazza (cup), simile alla diritta, ma dotata di un labbro che forma una tazza sopra la campana dello strumento, smorzando le frequenze basse e acute e dando un suono più attenuato.
La sordina solo tone è una sordina diritta prolungata e sagomata, che produce un'accentuazione delle frequenze acute. Può essere surrogata da un maggiore inserimento di una sordina diritta e, pertanto, non è più usata.
La sordina buzz-wah contiene membrane vibranti, che danno un effetto di kazoo sovrapposto al suono. Di difficile uso, è estremamente rara.
Le sordine wa-wa (o wah-wah) o Harmon (dal nome di un fabbricante) sono cave, di forma arrotondata e divise in due; sono dotate di un anello di sughero che blocca completamente l'aria proveniente dalla campana che deve perciò attraversare la sordina. La sordina è chiusa da una specie di trombetta (stem), che può essere variamente posizionata o rimossa (stem out) a seconda del suono che si vuole ottenere, la cui caratteristica generale presenta un ronzio alle alte frequenze. Questa sordina è caratterizzata da un doppio utilizzo: quando si trova la dicitura "Harmon" si intende la sordina inserita nella campana, mentre la dicitura "wa-wa" prevede che l'esecutore copra e scopra con le dita, in rapida successione, le "trombetta", generando appunto l'effetto "wa-wa". Questa sordina fu resa popolare da Miles Davis. Disponibili per molti ottoni, le sordine di questo tipo sono di uso frequente per trombe e tromboni.
La sordina a secchio (velvet) è una sordina imbottita di materiale soffice (spesso cotone) che viene attaccata al bordo della campana tramite molle o strisce di sughero (preferite dagli strumentisti). Ha una forte attenuazione delle alte frequenze.
L'uso di un cappello o di una bombetta come sordina per gli ottoni, principalmente per la tromba, era popolare nel jazz degli anni venti e trenta, quando fu spesso utilizzato da King Oliver. Anche in questo caso si può ottenere, inserendo ed estraendo la campana dalla cavità, avvicinando e allontanando il copricapo con la mano, un suono caratteristico (da cui wa-wa). Proprio questa analogia ha portato spesso a confondere il cappello con la sordina "wa-wa". Nel solo di tromba del Concerto in Fa, George Gershwin scrive proprio "Felt Hat" (cappello di feltro).
Simile alla sordina a cappello per forma, modo d'uso e suono, è il plunger (dall'inglese sturalavandino). Nonostante alcuni fabbricanti producano dei plunger specifici (Denis, Wich, ecc.), ancora adesso è comune usare una ventosa di uno sturalavandini. Uno strumentista abile nell'uso di questa sordina può produrre suoni molto simili alla voce umana. Questa sordina, che era molto utilizzata per lo stile jungle, è stata resa famosa dalle esecuzioni del trombonista Tricky Sam Nanton, dell'orchestra di Duke Ellington, il cui nomignolo (Tricky=ricco di espedienti) derivava in parte anche dalle sue performance con la sordina "plunger".
Le sordine stop o stopping sono usate solo sul corno francese per supplementare la tecnica, tipica dello strumento, di inserire una mano nella campana provocando un effetto sonoro caratteristico e l'innalzamento di un semitono della nota prodotta. Questa tecnica diventa molto difficile nelle note gravi (come nel finale della Sesta sinfonia di Čajkovskij). In questi casi si usa una piccola sordina che facilita l'esecuzione: il suo uso resta arduo ma accessibile ad uno strumentista esperto. Oggi vengono anche fabbricate sordine di questo tipo che non alterino però l'altezza della nota emessa.
Le sordine da studio (dette anche sordine mute o silenziose), usate negli ottoni a causa del loro elevato volume di suono, sono costruite per attenuare quasi del tutto il suono dello strumento. Sono quasi tutte dotate di un anello di sughero o di neoprene, che indirizza il suono all'interno della sordina, dove verrà poi attenuato con diversi espedienti (imbottiture di cotone, tubi che rimandano il suono ecc.) Alcune di queste sordine permettono di ascoltare il suono con delle cuffie che funzionano con lo stesso principio dello stetoscopio, mentre altre hanno una componente elettronica che permette di ascoltare il suono con delle cuffie, dando anche la possibilità di aggiungere degli effetti sonori.

### Legni
La sordinatura è meno frequente per gli strumenti della famiglia dei legni, anche perché è meno efficace, visto che in questi strumenti buona parte del suono viene diffuso dai fori praticati nel corpo dello strumento. Per questo motivo anche le sordine da studio sono poco efficaci: fortunatamente si tratta di strumenti di volume limitato, con la notevole eccezione della famiglia dei sassofoni. Esiste almeno un fabbricante che ne propone una sordina da studio per sassofono, di dubbia efficacia, consistente in una borsa dotata di aperture per le braccia da cui fuoriesce il solo bocchino dello strumento.

Esistono altre sordine per sassofono, costituite di dischi rivestiti di materiale morbido, da introdurre nella campana dello strumento. Il loro uso, riservato all'ambito classico, è infrequente, ma non raro. Le più usate sono per il sassofono contralto.
Per i flauti, non esiste praticamente una tecnica di sordinatura, a parte quella per flauto dolce soprano. Consiste in una clips in moplen chiamata sordinella che, applicata sopra il labium, fa entrare una linguetta sagomata dotata di un forellino che filtra il flusso d'aria. Il diverso posizionamento della clips corrisponde a diversi gradi di efficacia nell'attenuazione. In alcune tradizioni musicali, ad esempio nella musica popolare irlandese, è attestata inoltre la rara pratica di introdurre un dito nell'estremità libera del flauto per ottenere un effetto simile a quello della sordinatura.
Nel XIX secolo venivano fabbricate sordine per oboe e per clarinetto: nell'uso moderno, i rari casi in cui viene richiesto l'uso della sordina sono affrontati utilizzando un panno, o un fazzoletto, introdotto nell'imboccatura dello strumento. Sono invece ancora in uso le sordine per fagotto, per controllare il volume dello strumento alle estremità del registro.

### Percussioni

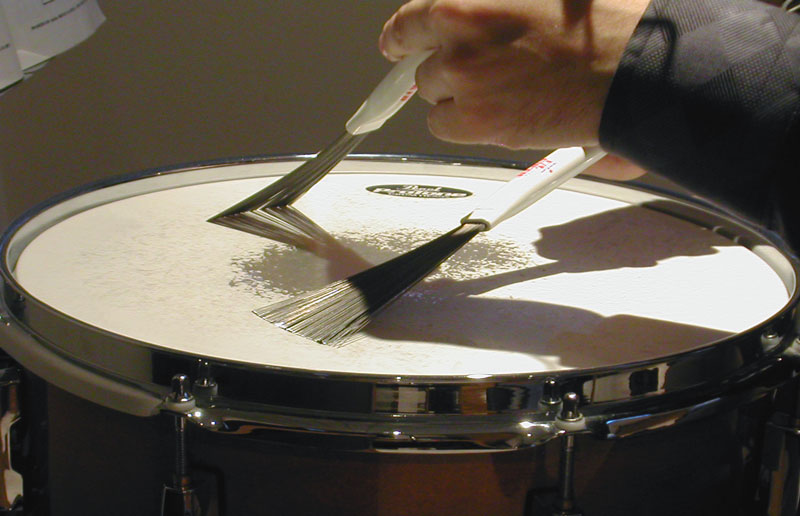
L'uso delle spazzole sulla batteria

Riguardo agli strumenti a percussione, l'attenuazione del suono può essere ottenuta smorzando la vibrazione dello strumento con una parte del corpo (generalmente la mano, ma talvolta anche i gomiti). Nei timpani vengono spesso utilizzati degli smorzatori ottenuti da cerchi di feltro o di tessuto. Anche per la batteria si possono usare panni o gommapiuma deposti sulla pelle dei tamburi o inseriti al loro interno. Quando la sordina è applicata sulla pelle battente, vengono smorzate prevalentemente le sue risonanze. Se applicata sulla pelle risonante, si smorza prevalentemente il sustain. Alcuni effetti di smorzamento del suono si possono inoltre ottenere utilizzando bacchette di tipo diverso (ad esempio con punta rivestita di feltro o altro materiale morbido) o, per la batteria, le spazzole.
Alcuni modelli di rullante possono presentare un meccanismo interno che consente di regolare la pressione di un disco di feltro contro la pelle battente, in modo da attenuare le risonanze. Sia per rullante che per gli altri fusti, esistono poi in commercio sordine gelatinose di varia forma, di pochi centimetri,  da applicare sulla periferia della pelle battente. Tale sistema attenua riduce sensibilmente le risonanze e il sustain. Un risultato simile si può ottenere applicando sulla pelle sordine circolari, della stessa circonferenza del fusto: queste sordine sono comunemente fabbricate amatorialmente ritagliando una corona circolare da una vecchia pelle, oppure è possibile acquistarle, disponibili in varianti talvolta appesantite con del feltro.
La grancassa è sordinata tradizionalmente inserendo un materiale fonoassorbente al suo interno, che si tratti di gommapiuma o di un comune stoffa.
In orchestra, invece, riguardo alla grancassa, è uso comune attenuare le risonanze che "sporcano" il suono posando un panno sulla pelle battente, in modo che la copra parzialmente e lasciando libero lo spazio centrale in cui il percussionista colpisce lo strumento.

### Pianoforte
Nel pianoforte, il pedale del "piano" fa sì che i martelletti colpiscano solo una o due delle tre corde, e può essere visto come una specie di sordina sul pianoforte. In alcuni pianoforti del passato era possibile decidere se il pedale doveva fare uso di una o due corde (da cui le indicazioni una corda, due corde, tutte le corde).
La sordina vera e propria è un accessorio da studio e solitamente non si trova nei pianoforti a coda, ma è presente in genere nei pianoforti verticali. Consiste in una striscia di feltro interponibile tra i martelletti e le corde, a volte tramite un apposito pedale. Questa sordina era usata in particolar modo da chi doveva studiare in ore notturne o in appartamenti. Verso la fine del XX secolo in questo scopo è stata parzialmente sostituita con varie soluzioni tecnologiche, dalle più economiche come pianoforti digitali con tastiere elettroniche pesate, o dalla possibilità di installare sul pianoforte tradizionale un impianto MIDI che, quando attivato, evita che le corde vengano percosse dai martelletti e allo stesso tempo simula in cuffia il suono dello strumento.